# 1679.
◄ | 16. stoljeće | 17. stoljeće | 18. stoljeće | ►
◄ | 1640-ih | 1650-ih | 1660-ih | 1670-ih | 1680-ih | 1690-ih | 1700-ih | ►
◄◄ | ◄ | 1676. | 1677. | 1678. | 1679. | 1680. | 1681. | 1682. | ► | ►►
Arhitektura • Astronomija • Biologija • Glazba • Kazalište • Kemija • Kiparstvo • Knjige • Književnost • Kršćanstvo • Medicina • Politika • Pravo • Promet • Slikarstvo • Znanost

## Smrti
- 11. siječnja – Ivan Lučić, hrvatski povjesničar (* 1604.)
- 4. prosinca – Thomas Hobbes, engleski filozof (* 1588.)

## Vanjske poveznice
|  | Zajednički poslužitelj ima još gradiva o temi 1679. |